# Прапор Онтаріо
Прапор Онтаріо — один з символів канадської провінції Онтаріо. Закон про офіційне затвердження прапора був прийнятий палатою общин Законодавчої асамблеї провінції Онтаріо 14 квітня 1965 року. Королева Великої Британії Єлизавета II дарувала дозвіл на прапор 21 травня того ж року.  
Прапор Онтаріо створений на основі червоного полотнища із зображенням прапора Великої Британії у лівому верхньому куті, так званої Червоної Емблеми Британського флоту. Манітоба та Онтаріо були єдиними провінціями Канади, що ухвалили рішення взяти Червону Емблему за основу для власних провінційних прапорів після того, як Канадський Уряд у 1964 році відмовився від використання цього символу Британської Імперії у національному прапорі.
Пропорції прапора — 2:1, посеред прапора — Герб Онтаріо.